# Neologe Synagoge (Kecskemét)

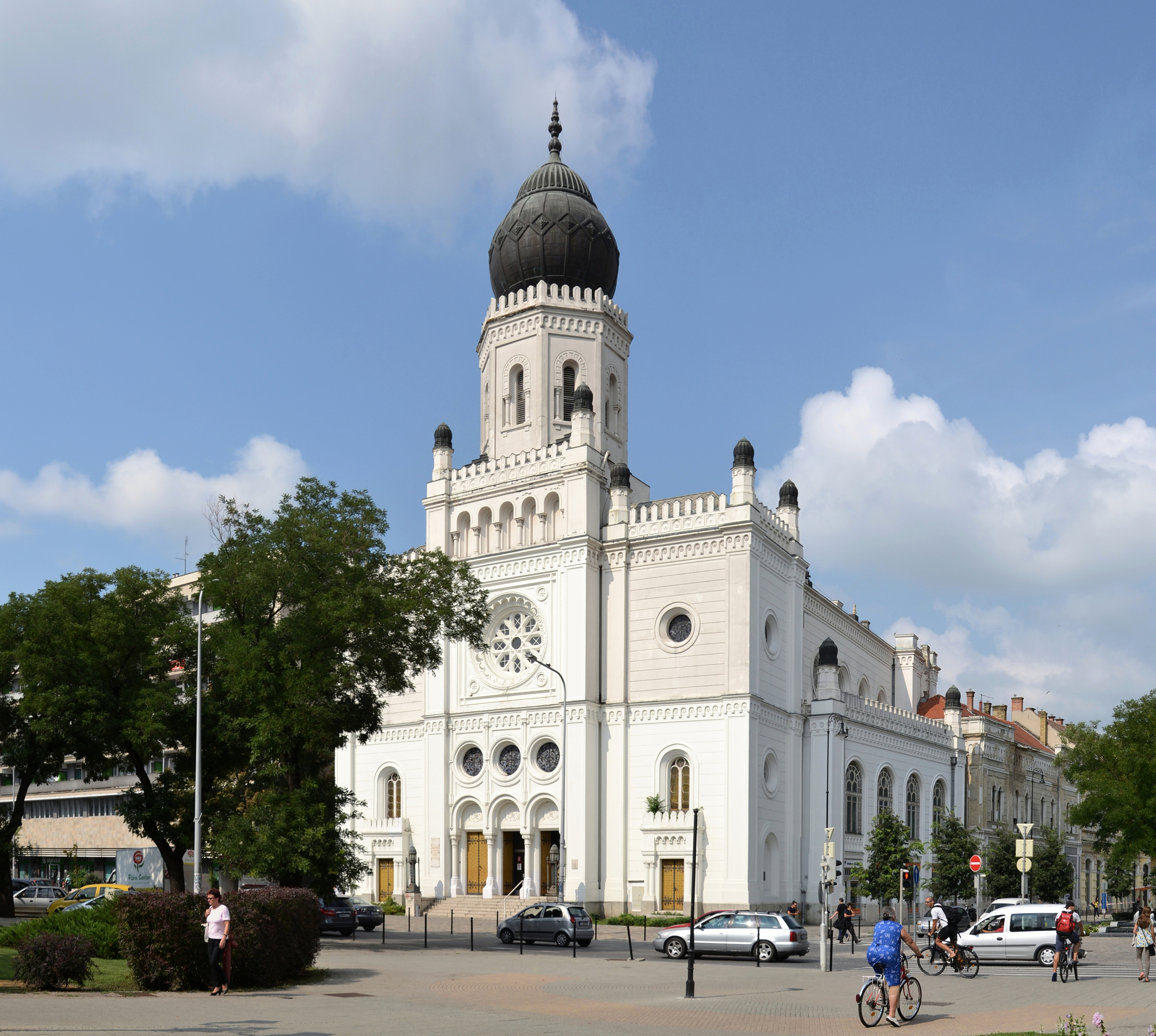
Synagoge (2014)

Die Neologe Synagoge in der ungarischen Stadt Kecskemét wurde in der zweiten Hälfte des 19. Jahrhunderts erbaut und ist heute das Haus der Wissenschaft und Technik.

## Geschichte

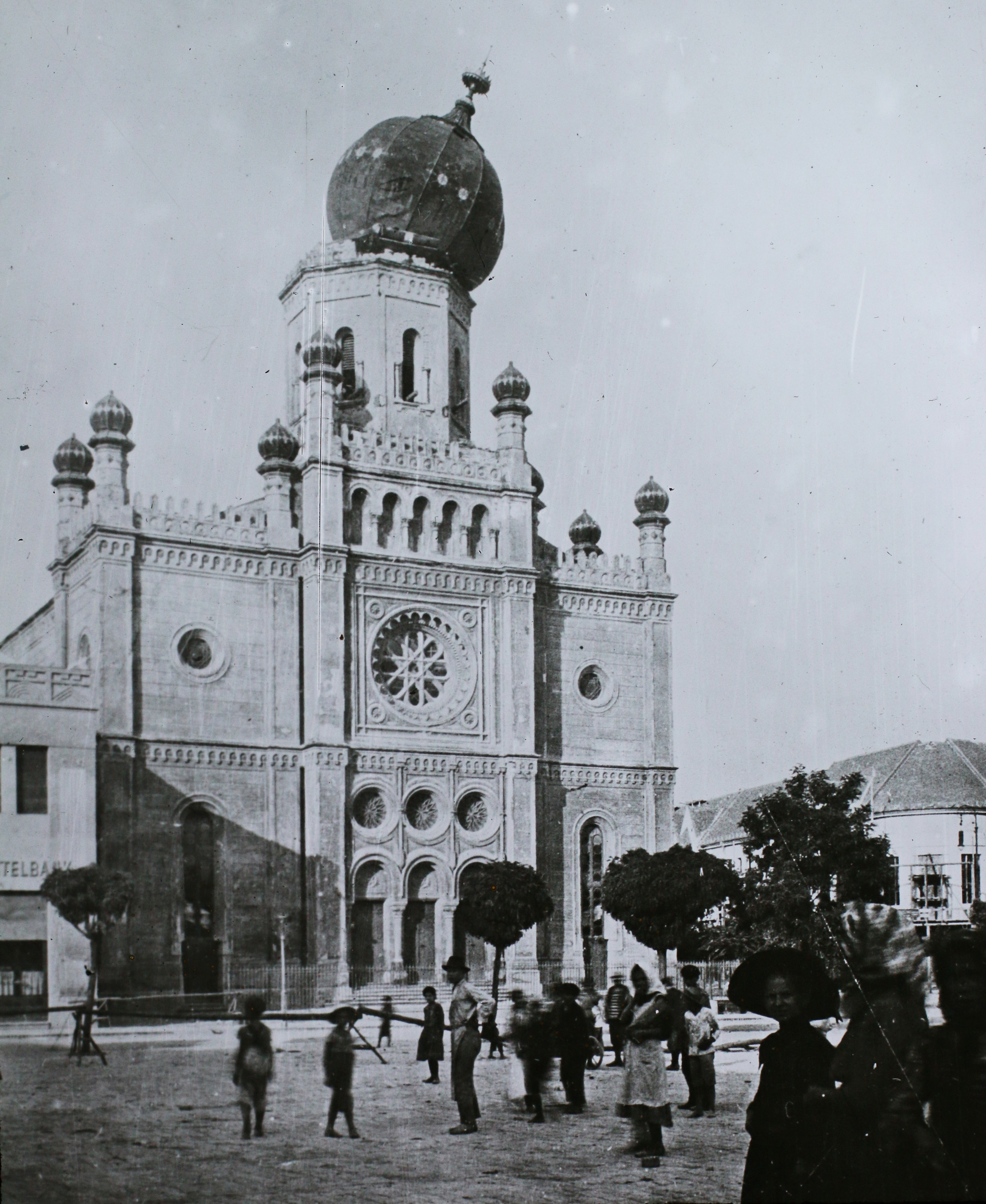
Synagoge nach dem Erdbeben im Juli 1911

Die im Laufe des 19. Jahrhunderts stark angewachsene jüdische Gemeinde begann 1864 mit dem Bau einer großen Synagoge, die 1871 eingeweiht wurde. Durch den Bau eines Boulevards in der Stadt rückte sie an prominente Stelle in der Innenstadt. Ein schweres Erdbeben im Juli 1911 zog auch die Synagoge in Mitleidenschaft, wobei der Zwiebelturm besonders beschädigt wurde.
Die jüdische Bevölkerung war durch die Deportation und Ermordung im Holocaust so stark dezimiert, dass sie das große Gebäude nach dem Krieg nicht weiter erhalten konnte. Es stand lange ungenutzt und wurde 1966 an die Stadt verkauft. Diese baute das Innere völlig um; seit 1974 dient es Haus der Wissenschaft und Technik.
Die orthodoxe Gemeinde von Kecskemét erbaute 1918 eine eigene kleinere Synagoge. Diese ist heute ein Museum für Fotografie.

## Architektur
Das Gebäude im Stil der ungarischen Romantik wurde ab 1864 nach Plänen des Architekten János Zitterbarth gebaut. Die in drei vertikale Felder unterteilte Westfront mit den Eingängen wird in der Mitte von einem achteckigen Turm mit daraufsitzendem Zwiebelturm gekrönt. Kleinere Türmchen sind an den Ecken angebracht. Ein Rosettenfenster befindet sich über den Türen des Haupteingangs; darunter und zu beiden Seiten sind weitere Okuli.
Nach dem Erdbeben von 1911 wurden die Umbauarbeiten durch den Architekten Lipót Baumhorn durchgeführt. Der Zwiebelturm wurde durch eine neue Turmspitze in der Form einer Lotosblüte ersetzt. An der Westseite wurde ein niedrigerer keilförmiger Anbau angefügt, um das Gebäude an den Straßenverlauf anzupassen.
Die auf zwei Etagen angebrachten Frauenemporen wurden von schlanken Säulen gestützt. Die Emporen wurden im Zuge des Umbaus in den 1970er Jahren abgerissen.